# Estación de Água Clara
La Estación Ferroviaria de Água Clara fue una construcción destinada al embarque o desembarque de pasajeros de trenes y, secundariamente, a la carga y descarga de mercancías transportadas. Usualmente consistía de un edificio para pasajeros (y posiblemente para cargas también), además de otras instalaciones asociadas al funcionamiento del ferrocarril.

## Historia
La estación de Água Clara fue inaugurada el 31 de diciembre de 1912 y fue una de las primeras estaciones en ser finalizadas en el entonces estado de Mato Grosso. Tanto la ciudad como la estación se sitúan en los márgenes del río Verde, localizados en el límite con el municipio de Ribas do Rio Pardo, siendo su nombre inicial el de Río Verde. Fue el punto inicial de la línea durante dos años. Forma parte de la línea Y. F. Itapura-Corumbá, que fue abierta también a partir de 1912. A pesar de esto, por dificultades técnicas y financieras, quedaron cerca de 200 km de caminos pendientes de ser finalizados (tramos Jupiá-Água Clara y después Pedro Celestino-Porto Esperança), hecho que tuvo lugar en octubre de 1914. En 1917 el ferrocarril es anexionado al tramo del Ferrocarril Noroeste de Brasil (NOB), que era el tramo paulista Bauru-Itapura. Años después, en 1952, es finalizada la conexión hasta la ciudad de Corumbá, en la frontera con la Bolivia y en el año siguiente es concluido el ramal ferroviario de Punta Porã con la inauguración de la estación de la ciudad homónima. En 1975 la línea es incorporada como una subdivisión de la RFFSA. En 1984 la estación seguía operando con gran movimiento.
En 1996 el ferrocarril es finalmente privatizado y entregado en concesión a la Novoeste.

## Otras estaciones ferroviarias del municipio

### Pena Júnior
La estación de Pena junior fue inaugurada el 1 de diciembre de 1926. Años después el edificio fue abandonado siendo construida una estación de menor tamaño unos metros más adelante, del otro lado de la línea de ferrocarril. En 1979 ya había registros de su funcionamiento y 32 años después, en 2011, estaba siendo usada como morada.

### Puesto del Km 620
El puesto del Km 620 fue inaugurado el 1 de julio de 1956. Su nombre se debe al punto kilométrico del ferrocarril antes de las rectificaciones, que eran diferentes del kilometraje en 1959. Actualmente no quedan más que ruinas.

### Ferreiros
La estación de Ferreiros (o según algunos mapas también Ferreira) habría sido inaugurada el 20 de agosto de 1934 y su nombre original, sin embargo, era Ribeirão Claro. Curiosamente en algunas guías de 1932 ya figuraban registros de la estación, dos años antes de la inauguración oficial de la NOB. Algunos registros informan de la mudanza de Ribeirão Claro a Ferreiros/Ferreira el 6 de junio de 1934, lo que es probable que el edificio ya existiese aunque con otra función (posiblemente puesto telegráfico), pero no citada en la época. Como la mayoría de las estaciones entre Campo Grande y Porto Esperança, durante muchos años esta estación no poseía agua potable, lo que supuso que la NOB dispusiera un vagón cisterna para abastecimiento. En la actualidad no hay más que ruinas.

### Inspector Vicente
La estación de Inspector Vicente fue inaugurada el 10 de octubre de 1938 (algunos registros literarios refieren la fecha de inauguración como 1942) inicialmente con el nombre de Timboré y años después recibió el nombre definitivo (Inspector Vicente). Actualmente se encuentra en completo abandono y ruinas.